# Karpatský spolok
Karpatský spolek (německy Karpathenverein) byl turistický spolek, který založili po zániku Uherského karpatského spolku němečtí turističtí nadšenci v roce 1920 v Kežmarku.

## Z historie
Po založení spolku se jeho členové usilovali o přímé pokračování v činnosti svého předchůdce. Ministerstvo pro správu Slovenska s tím nesouhlasilo. Stalo se tak proto, protože bylo třeba nejprve přezkoumat jeho činnost v rámci celostátního Hlavního svazu německých horských a turistických spolků v Československu, které mělo své sídlo v Ústí nad Labem. Na znaku Karpathenvereinu byl podobný plesnivec jako na znaku Uherského karpatského spolku a byl v něm rok jeho založení - 1873. Zakrátko byly na Slovensku zřízeny odbočky spolku. Mezi jinými v Krompachách, Bratislavě, Levicích, Nálepkově, Rudňanech, Kremnici, Handlové. Spolek měl až 51 odboček a místních skupin na Slovensku, v Čechách, Moravě i na Podkarpatské Rusi.

## Vysokohorské chaty
Spolek obhospodařoval některé chaty ve Vysokých Tatrách. Sliezsky dom, Chatu u Zeleného plesa a do roku 1931 i Téryho chatu. Nedaleko Hrebienka, na místě vyhořelých Studenopotockých kúpeloví postavil Guhrovu chatu. Spolek spravoval Karpatské muzeum v Popradě.

## Noviny a časopisy
Od roku 1920 vydával časopis Turistik, alpinismus und Wintersport (1924–1933), jehož předchůdcem byl časopis Uherského karpatského spolku Turistaság és alpinismus (Turistika a alpinismus). V letech 1934–1943 byl pokračovatelem Turistik, alpinismus und Wintersport časopis Die Karpathen s podtitulem Turistik, alpinismus und Wintersport . Odpovědným redaktorem byl od začátku vydávání v roce 1920 Julius Andreas Hefty. Články propagovaly turistiku, horolezectví a zimní sporty. Vydávány byly rovněž ročenky Karpatského spolku (Karpathen-Jahrbuch). Spolek po roce 1945 zanikl.